# Simonne Brugghe
Simonne Elodia Brugghe (Roeselare, 16 december 1922 - Narangba (Australië), 27 juli 1987) was een Vlaams-Belgische onderwijzeres, verzetsstrijder en militair (laatste in Poolse dienst).

## Biografie
Simonne Brugghe was de dochter van Allard Michiel en Irma Vanmaele. Samen met Alice, haar tweelingzus, en nog twee broers en acht zussen, groeide ze op in Roeselare. Ze behaalde op 28 juni 1941, tijdens de Tweede Wereldoorlog, het onderwijzersdiploma in Tielt. Daardoor ontving ze een pas waarmee ze de gemarkeerde linies kon doorkruisen, wat haar later van pas zou komen.
Via haar ouders kwam ze in contact met het verzet. Op 2 september 1944 ontmoetten zij en haar vader een groep Poolse officieren. Tijdens deze ontmoeting kreeg Simonne haar eerste opdracht: het controleren van informatie over de Duitse verdediging in Roeselare. Ook werd haar gevraagd precieze inlichtingen te verzamelen over de getal- en wapensterkte van de Duitsers. Met een list kon ze de nodige inlichtingen verzamelen. De stad Roeselare werd op 8 september door de Poolse legers van generaal Stanisław Maczek bevrijd.
Op 11 september 1944 werd Simonne Brugghe door het schepencollege benoemd tot interimair onderwijzeres in de lagere afdeling van de Stadsmeisjesschool te Roeselare. Wat later, op 12 december 1944, ontving Simonne tijdens een militaire parade op de Grote Markt te Roeselare het Kruis der Dapperheid, overhandigd door de Poolse generaal Maczek. Dit werd haar niet door iedereen in Roeselare in dank aangenomen en belemmerde haar carrière bij het stedelijk onderwijs.
Simonne Brugghe diende in maart 1945 haar ontslag in en trad in dienst van het Poolse leger dat in tegenstelling tot het Belgische wel vrouwen toe liet. Ze nam dienst in de afdeling ‘YMCA’ van het Poolse bevrijdingsleger. Ze kreeg er de benoeming ‘liaison officer’ (‘verbindingsofficier’) bij de Welfare en zou dit ook blijven tot de Poolse divisie na de oorlog vertrok. Ze besteedde de eerste maanden van haar verblijf in het leger aan het leren van het Pools. Later organiseerde ze als verbindingsofficier de materiële steun voor de mensen die werden bevrijd uit concentratiekampen. Ze was verantwoordelijk voor de toevoer van kledij en materiaal. Om dit alles te vervoeren beschikte ze over een vrachtwagen met chauffeur. Na de demobilisatie van het Poolse leger diende Simonne haar ontslag in.
Nadat ze in Roeselare tevergeefs werk had gezocht, besloot Simonne naar Londen te gaan. Daar vond ze werk als receptioniste. Hier leerde ze haar man, Patrick Crilly, kennen. Omdat Patrick niet direct werk vond in Engeland, verhuisden ze na hun huwelijk naar Australië. Daar werden hun twee kinderen, Marie-Claire en Patrick, geboren. In 1982 werd Brugghe nog in haar thuisstad gehuldigd. Simonne overleed in 1987 in het Australische Narangba ten gevolge van een hartkwaal. Ze ligt begraven op het Caboolture Cemetry te Queensland, Australië.